# ダッチマン
ダッチマン(Dutchman)は、北海道札幌市を拠点に活動していた日本のバンド。ビクターの育成部門に所属し、インディーズで活動していた。
現サカナクションのメンバーが在籍していた、いわば前身ともいえるバンドである。

## メンバー
山口 一郎（1980年（昭和55年）9月8日 -）
愛称は「イチロー」「イチロック」。血液型はO型。
ギター、ヴォーカル担当。楽曲の作詞・作曲も手掛けた。
岩寺 基晴（1981年（昭和56年）3月11日 -）
愛称は「モッチ」。ギター担当。血液型はO型。
斎藤 友樹（1980年（昭和55年）10月18日 -）
愛称は「トモキ」。ベース担当。血液型はB型。
原 康之（1980年（昭和55年）11月15日 -）
愛称は「ヤス」。ドラムス担当。血液型はAB型。

### サポートメンバー
石森 孝明（1980年（昭和55年）8月8日 -）
愛称は「イシモリ」。サンプラー担当。2002年5月のライブから参加。加藤と入れ替わりで脱退。
加藤 建彦
愛称は「カトゥー」。サンプラー担当。2003年4月のライブから参加。

## 来歴
1998年1月に札幌で中学、高校の同級生である山口一郎、岩寺基晴、斎藤友樹、原康之の4人が集まり、「ダッチマンtheサンコンズ」という名前で結成。バンド名は「DかBで始まるバンド名がいい」という山口の意見で名付けられたものであり、オランダが好きだったというわけではなく、末尾の「サンコンズ」も語呂の良さで名づけられたもので、特に深い意味はなかったという。
地元ではかなりの数のライブを行っており、高校卒業後の1999年8月には札幌BESSIE HALLで初めてのワンマンライブを行い、250人を動員した。この際に、500枚限定で発売した3曲入りシングル「Fly.」を完売させている。
2000年8月、バンド名を「ダッチマン」に改称。一時的に「ダッチマンGサンコンズ」という名称（Gとは「ギャラガー」の略称）になりかけたが、最終的にこのバンド名で落ち着いたという。
2001年には東京、浜松、大阪など全国的なライブ展開を行い、それと並行してデモ音源のレコーディングを行う。2002年3月には大阪、京都、名古屋でライブを行い、4月5日に1年半のデモ音源をまとめたアルバム『demonstration』を発売。5月にサンプラー担当のサポートメンバーとして石森孝明がライブに参加する。10月には東京、仙台でのライブを行った。
2003年4月に加藤建彦が交代でサンプラー担当のサポートメンバーとして石森と入れ替わりで加入。11月には自主制作シングル「三日月サンセット」をライブ会場のみで発売。
2004年3月5日のライブをもって岩寺、加藤、原が脱退し、ダッチマンは山口のソロプロジェクトとして活動を続ける。その後しばらく山口は｢ひとりダッチマン｣という名義で、山口以外のメンバーは｢vvv（フェーフェーフェー）｣という新しいバンドを結成し活動を行っていた。
2005年4月、「ひとりダッチマン」に岩寺が再合流し、ユニット名をサカナクションに改名。事実上、ダッチマンは消滅した。

## ディスコグラフィ
- Fly.
  - 2000年3月20日に500名限定で発売し完売。3曲入りシングル。収録曲：フライ／明日から／炭火
- サンデー
  - 2000年9月30日発売。オムニバスアルバム「LIVE SPICA CHAMPIONS」収録。
- demonstration
  - 2002年4月5日発売。2000年9月、2001年2月、同年10月にレコーディングした楽曲を集めCDにしたもの。8曲入りアルバム。収録曲：グリーン／煙の中／印　～イン～／リターン／チボリな男／セプテンバー／ヘイ　カノン／明日から（シークレットトラック）
- サンプル/インナーワールド
  - 2002年12月1日、オーディション用に作成。ダウンロード音源であり、CD化発売はなかった。
- 三日月サンセット
  - 2003年10月27日発売。ライブ会場限定販売。1曲入りシングル。
  - 加藤加入後初の音源で、打ち込みによる楽曲となっている。
  - 後にサカナクションの楽曲として、アルバム『GO TO THE FUTURE』に収録される。
- 愛の花
  - 1曲入り無料配布MD。2003年12月で配布終了。
- 白波リミックス
  - 山口のソロプロジェクトになってからの作品。オムニバスアルバム「music for PARDISCO」収録。
  - 後に、「白波トップウォーター」と改題され、サカナクションの楽曲として発表される。

## サカナクションの楽曲として再録されたもの
- 三日月サンセット
  - アルバム『GO TO THE FUTURE』収録。
- インナーワールド
  - アルバム『GO TO THE FUTURE』収録。
- 白波リミックス
  - 「白波トップウォーター」と改題されアルバム『GO TO THE FUTURE』に収録。
- フクロウ
  - アルバム『GO TO THE FUTURE』収録。
- サンプル
  - アルバム『NIGHT FISHING』収録。
- 煙の中
  - イントロの一部が「セントレイ」に流用されており、歌詞は異なる。アルバム『シンシロ』収録。
  - サビの部分が「アルクアラウンド」に流用されており、歌詞が一部異なる。アルバム『kikUUiki』収録。
- 明日から
  - サビの部分のみが流用されておりサビ以外は完全に新しい歌詞とメロディに置き換えられた。流用部分の歌詞の一部も異なる。
  - アルバム『kikUUiki』収録。
- カベ
  - 「壁」と改題されアルバム『kikUUiki』に収録。
- サンデー
  - サビの部分のみ、「ルーキー」に流用されている。流用されたサビの歌詞の一部も異なる。
  - アルバム『DocumentaLy』収録。
- セプテンバー
  - アルバム『834.194』収録

## 影響
桜井まちこの漫画「ココロの花」は、ダッチマンの楽曲「愛の花」をモチーフとしており、歌詞やバンドが数コマではあるが登場している。当時、桜井は札幌在住の高校生だった。